# Cueva del Caballo
La cueva del Caballo, también llamada de las Zorrillas, es un abrigo con representaciones rupestres localizado en el término municipal de Los Barrios, provincia de Cádiz (España). Pertenece al conjunto de yacimientos rupestres denominado Arte sureño, muy relacionado con el arte rupestre del arco mediterráneo de la península ibérica.
El abrigo, formado por la erosión de roca arenisca, se encuentra situado en la dehesa de La Zorrilla, en el Valle de Ojén. 
Estas covachas, junto a sus representaciones rupestres, fueron descritas por primera vez por el arqueólogo francés Henri Breuil en 1929 en su obra Rock paintings of Southern Andalusia. A description of a neolithic and copper age Art Group dándole el nombre de cueva de los Alisos. A mediados de los años 80 del siglo XX Uwe Topper en su descripción de las cuevas de la región localizó el abrigo en una roca aislada a media altitud entre el valle y la cima de la sierra de Ojén. 
En los alrededores se localizan diversas estructuras que indican un posible asentamiento en la zona destacando los escalones tallados en roca, muros y acequias. Las pinturas ocupan gran parte del abrigo y son de estilo seminaturalista excepto un gran équido de estilo esquemático, más reciente que el resto, que da nombre a la localidad. Henri Breuil interpretó las principales figuras del yacimiento con representaciones zoomorfas, ciervos e íbices. Sin embargo el investigador alemán Uwe Topper reconocía en ellas representaciones de barcos con espolones y proas bifurcadas al estilo de las fenicias además de figuras humanas. La descripción que de la cueva hace el Instituto Andaluz del Patrimonio Histórico nombra la presencia de figuras zoomorfas, antropomorfas y signos esquemáticos simples sin hacer referencias a los barcos.